# 蔡宇
蔡宇（英語：Yu Tsai）是一名台裔美國攝影師，在洛杉磯和紐約工作。他還從事電視工作，作為創意總監和評委出現在《超級名模生死鬥》、《德國超級名模生死鬥》和《亞洲超級名模生死鬥》中。

## 早期生活和教育
蔡宇出生於臺灣，父親是中國人，母親是臺灣人，他的童年是在臺北度過的。他12歲時與家人搬到印第安納州的一座農場，之後搬到加利福尼亞州奇諾，蔡宇在那裡度過了他的青少年時期。他在唐·安東尼奧·盧戈高中上學，在那裡他是美國未來農民協會和田徑隊的成員。高中畢業後，蔡宇進入加利福尼亞大學河濱分校和波莫納加州州立理工大學主修生物和動物學，打算成為一名獸醫。之後他在加州帕薩迪納的藝術中心設計學院主修繪畫和平面設計。正是在他接受教育的這段時間，他發現自己對藝術的熱情，以及導演和攝影是講述視覺故事的一種手段。

## 職業生涯
蔡宇的攝影作品曾在、《柯夢波丹》、《花花公子》、《GQ》和《Vogue》等雜誌上刊登。他拍攝過的名人包括珍娜·傑克森、安·海瑟薇、艾莉西亞·凱斯、綺拉·奈特莉、黛咪·洛瓦托、李奧納多·狄卡皮歐、章子怡、伊旺·麥奎格、克里斯·漢斯沃、琳賽·蘿涵、潔西卡·雀絲坦、席安娜·米勒、詹姆斯·馬斯登、萊恩·雷諾斯、尼克·強納斯、亞當·李維、雷恩·葛斯林和柔伊·黛絲香奈。他還曾與包括亞歷桑德拉·安布羅休、凱特·阿普頓、蘿西·杭亭頓-懷特莉、莉莉安娜·多明格斯、亞米拉·迪雅茲、吉吉·哈蒂德和卡蜜兒·寇斯泰克等模特合作。
蔡宇曾與其他商業導演合作，進行處理寫作和劇本開發，並為安泰人壽、捷威科技和三星等公司拍攝廣告。作為一名攝影師，他曾為蘋果、可麗柔、蓋爾斯和凌志等公司拍攝廣告活動。
2014年，蔡宇取代強尼·烏傑克（Johnny Wujek）成為《超級名模生死鬥》第21週期和第22週期的照片拍攝創意總監。
他作為新的創意總監，是《亞洲超級名模生死鬥》第四周期、第五週期和第六週期的評委。他也曾參與《愛上超模》的拍攝。
他還參加了《國家地理》研究小組的國家野生動物保護研究。

## 外部連結
- 蔡宇 （页面存档备份，存于）的官方網站